# Liste des gurdwaras en Europe
Voici une liste non exhaustive des Gurdwaras en Europe. Les Gurdwaras sont les temples sikhs.

## Allemagne
Une liste des Gurudwaras en Allemagne, en Suisse et en Autriche est disponible au Centre d'information allemand sur la religion sikh, l'histoire, la culture et la science sikhs:
https://www.deutsches-informationszentrum-sikhreligion.de/Gurudwaras_Europe_de.php
- Gurdwara Singh Sabha, à Augsbourg
- Gurdwara Shri Guru Singh Sabha à Berlin
- Gurdwara Shri Guru Darshan Sahib à Brême
- Gurdwara Singh Sabha à Chemnitz
- Gurdwara Singh Sabha à Moers, près de Duisbourg
- Gurdwara Singh Sabha à Essen
- Gurudwara Nanaksar Satsang Darbar à Essen
- Gurdwara Singh Sabha à Francfort sur le Main
- Gurdwara Singh Sabha à Hambourg
- Gurdwara Singh Sabha Sikh à Hambourg
- Gurdwara Nanak Niwas à Hambourg
- Gurdwara Shri Nanak Darbar Sahib à Hanovre
- Gurdwara Singh Sabha à Iserlohn
- Gurdwara Shri Dashmesh Singh Sabha à Cologne
- Gurdwara Guru Nanak Parkash à Cologne
- Gurdwara Guru Tegh Bhadur Sahib à Cologne
- Gurdwara Guru Shabad Parkash à Cologne
- Gurdwara Gurmat Parchar à Leipzig
- Gurdwara Sri Guru Singh Sabha à Mannheim - Web: https://web.archive.org/web/20120812062215/http://www.gurdwara-mannheim.com/
- Gurdwara Sri Guru Nanak Sabha à Munich
- Gurdwara Guru Nanak Mission à Nuremberg
- Gurdwara Singh Sabha à Paderborn
- Gurdwara Singh Sabha Regensburg à Ratisbonne
- Gurdwara Guru Nanak Dev Ji à Soest
- Gurdwara Nanak Niwas à Stuttgart
- Gurdwara Sat sang Darbar à Stuttgart
- Gurduwara Sahib Tübingen à Tübingen
- Gurdwara Gobind Sager à Wurzbourg.

## Autriche
- Gurudwara Sanjhiwal Singh Sabha, à Salzbourg - Web: http://www.gurdwarasalzburg.com

## Belgique
- Gurudwara Sangat Sahib, Sint-Truiden
- Gurudwara Guru Nanak Sahib à Bruxelles  - Web: http://www.gurdwarabrussel.org
- Gurudwara Guru Ram Dass, Borgloon
- Gurudwara de Liège.

## Danemark
- Gurdwara Sri Guru Singh Sabha, à Vanløse

## Espagne
- Gurudwara Singh Sabha, Madrid - Web : https://www.facebook.com/pages/Gurudwara-Singh-Sabha-Madrid/200838483293604?sk=wall
- Gurudwara Nanaksar, Madrid - Web: http://www.nanaksarmadrid.com/
- Gurdwara Gurdarshan Sahib, Barcelone- Web: http://www.gurudwarabarcelona.com
- Gurdwara Nanaksar, Barcelone
- Gurudwara Gursangat Sahib, Badalone
- Guru Ghar Da Dass, Kamboj
- Gurudwara Ravidass sabha, Barcelone
- Gurudwara Sikh Sangant, Valence
- Gurudwara dhan dhan sri Guru Granth Sahib Ji,
- Gurudwara Singh Sabha, Palma de Majorque - Web: http://maps.google.es/maps/place?cid=4186618511
- Gurudwara Guru Nanak Dev Ji, Alicante
- Gurdwara Guru Ladho re ji, Santa Coloma de Gramenet

## Finlande
- Gurudwara Sarab Sangat Sahib, à Helsinki

## France
- Gurdwara Singh Sabha, Paris
- Gurudwara Shri Guru Ravidass Sabha, La Courneuve.
- Darbar Sri Guru Granth Sahib Ji, Bobigny
- Gurdwara Sant Baba Prem Singh Ji, La Courneuve.

## Irlande
- Gurunanak Darbar, Irlande

## Italie
- Gurdwara Sahib Flero, Brescia
- Gurdwara Guru Nanak Darbar, Castelfranco Emilia (Modene)
- Shri Guru Ravidass Ji Sabha Temple, Verone
- Shri Guru Ravidass Ji Sabha Darbar, Bergame
- Shri Guru Ravidass Ji Sabha Temple, Vicence
- Shri Guru Ravidass Ji Sabha, Cesole
- Gurudwara Guru Ravidass Ji Sabha, Rome
- Gurudwara Shri Guru Nanak Darvar, Rome -Web: http://www.gurunanakdarvar.tk
- Gurdwara Singh Sabha, Rome
- Shri Guru Hargobind Sahib Sewa Society
- Gurdwara Singh Sabha, Novellara
- Gurudwara Shri Guru Kalgidhar Singh Sabha, Cremona
- Gurudwara Shri Singh Sabha, Pordenone
- Gurudwara Singh Sabha, Castelgomberto (Vicence) - Web: http://gurdwarasinghsabha.vi.it/index.html
- Gurudwara Singh Saba, Sabaudia
- Gurdwara Guru Nanak Mission Sewa Society, Verone
- Gurdwara Mata Sahib Kaur Ji, Nibbia, San Pietro Mosezzo
- Gurdwara Singh Sabha, Cortenuova, (Bergame)
- Gurdwara Singh Sabha marene, Cueno

## Pays-Bas
- Gurdwara Sikh Sangat Sahib, Almere Haven
- Gurdwara Maan Sarovar Sahib, Baarsjesweg Amsterdam
- Guru Ram Das Ashram (3HO), Amsterdam
- Shri Guru Nanak Gurdwara Sahib, Amsterdam
- Shri Guru Ravidass Temple, Amsterdam
- Gurdwara Vereniging Shri Guru Singh Sabha, La Haye
- Shri Guru Ravidass Temple, La Haye
- Gurudwara Shri Guru Nanak Dev Ji, Rotterdam

## Pologne
- Gurudwara Singh sabha, Varsovie

## Russie
- Sikh Culture Centre (Guru Nanak Darbar), Moscou

## Suisse
- Gurdwara Sahib, Berne -  Web: www.gurdwarasahib.com